# روبرت غراهام (سياسي)
روبرت غراهام (بالإنجليزية: Robert Graham)‏ هو سياسي نيوزلندي، ولد في 15 مايو 1820، وتوفي في 26 مايو 1885. انتخب عضو مجلس النواب النيوزيلندي.